# Тасман (остров)
Тасман (англ. Tasman Island) — маленький необитаемый остров в Тасмановом море, отделённый небольшим проливом от полуострова Тасман.

## География

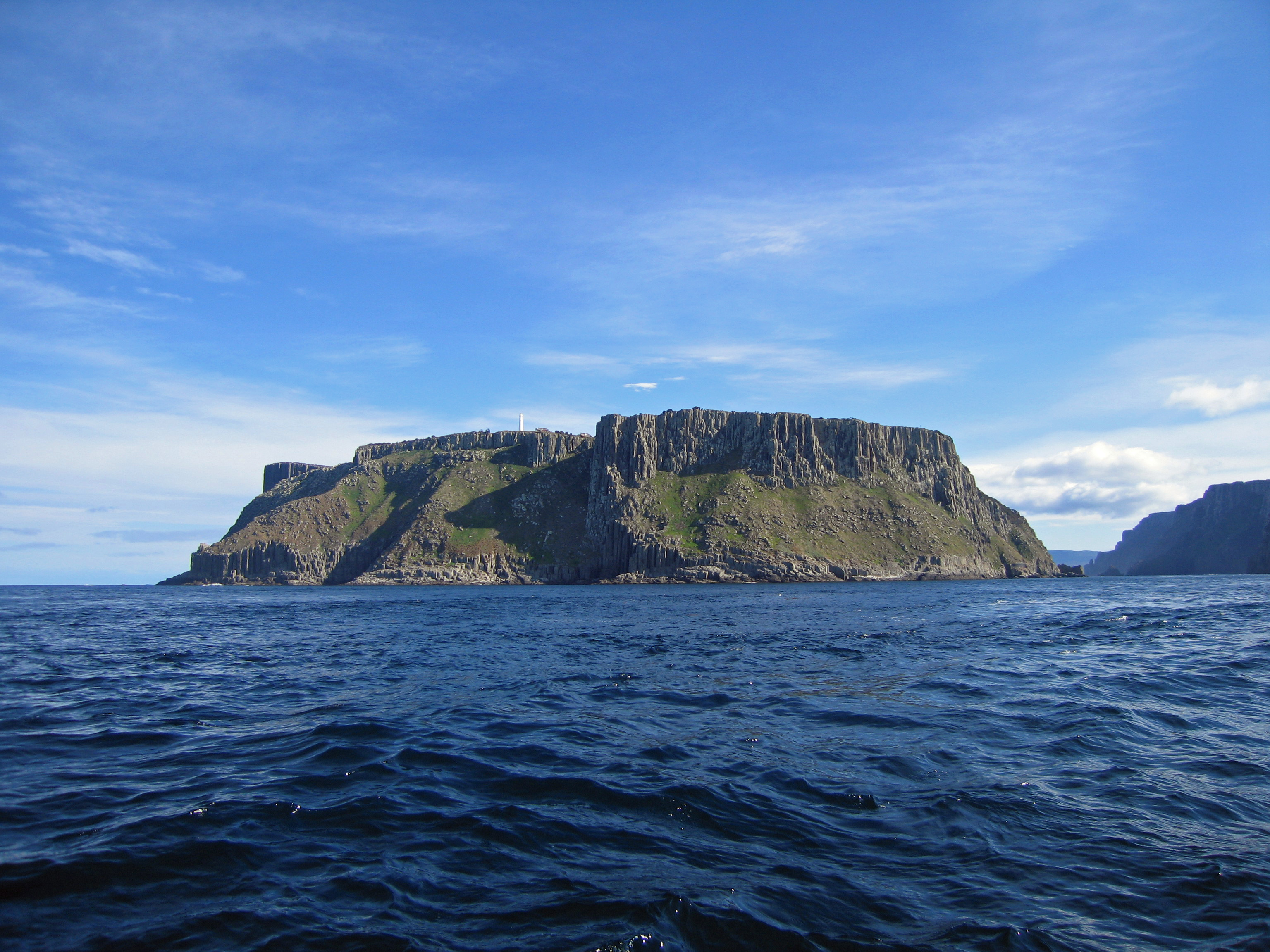
Вид острова Тасман

Площадь — 1,2 км², высочайшая точка — 280 м над уровнем моря. Остров имеет овальную форму и высокие скалистые берега. С 1999 года Тасман является частью одноимённого национального парка.
Остров малолесист, покрыт в основном кустарником. Сегодня Тасман — важное место для гнездования снеговой китовой птички (300—700 тыс. пар). Также на острове обитают буревестники и малые пингвины. Ранее большую опасность для птенцов представляли завезённые человеком домашние коты, но в 2010 году объявлено об их уничтожении. На побережье — лежбища капских и новозеландских морских котиков.

## История
В 1906 году на острове был построен маяк. Позже появилась метеостанция. В 1970-е гг маяк был автоматизирован, и остров стал необитаемым.